# Сергиевский (Коломенский район)
Сергиевский — посёлок в Московской области России. Входит в городской округ Коломна. Ранее был в составе сельского поселения Пестриковское (до середины 2000-х — Пестриковский сельский округ). 
Население — 3197 чел. (2021).

## Население
Согласно Всероссийской переписи, в 2002 году в посёлке проживало 3570 человек (1637 мужчин и 1933 женщины); преобладающая национальность — русские (95%).
| 2002 | 2006  | 2010  | 2021  |
| ---- | ----- | ----- | ----- |
| 3570 | ↘3543 | ↘3397 | ↘3197 |

## Расположение
Посёлок Сергиевский расположен рядом с устьем реки Москвы в 5 км восточнее центра города Коломны. Ближайшие сельские населённые пункты — сёла Сергиевское, Парфентьево и Пестриково. Северо-восточнее села проходит Новорязанское шоссе.
В посёлке три улицы: ул. Ленина, ул. Центральная и ул. Юбилейная.

## Предприятия
- Совхоз Сергиевский
- Сергиевская средняя общеобразовательная школа[7].
- Детский сад
- Школа искусств
- Больница и поликлиника
- Аптека
- Продовольственные магазины "Дикси", "Пятерочка" и "Верный"
- отделение Почты России
- Прачечная
- Овощехранилище
- Очистные сооружения
- отделение Сбербанка России
- отделение полиции
- конюшня
- завод по производству сэндвич панелей "КапиталСтрой"
- Клуб "Сергиевский"